# Артур Тенсли
Сер Артур Џорџ Тенсли, члан Линеовог лондонског удружења, члан Краљевског удружења (енгл. Arthur Tansley; 15. август 1871 — 25. новембар 1955) био је енглески ботаничар и пионир у екологији.
Школовао се на Хајгејт школи, Лондонски универзитетски колеџ и на Тринити Колеџу, Кембриџ. Тенсли је предавао на тим универзитетима и на Оксфорду, где је до пензије 1937. године обављао функцију Шерардског професора ботанике. Тенсли је основао Нови фитолог 1902. године и био његов уредник до 1931. године. Био је пионир у области екологије у Британији, под великим утицајем рада данског ботаничара Еугениуса Ворминга, и увео је концепт екосистема у биологију. Тенсли је био један од оснивача првог професионалног друштва еколога, Централног комитета за истраживање и испитивање британске вегетације, који је касније организовао Британско еколошко друштво, и био је први председник и оснивач уредник Часописа о екологији (Journal of Ecology). Тенсли је такође обављао функцију првог председавајућег британске Заштите природе.
Тенсли је изабран за члана Краљевског друштва 1915, а проглашен је витезом 1950.
Нови фитолог објављује редовне прегледе „Тенсли“, док Задужбина Нови фитолог додељује Тенсли медаљу, обе почасти назване у његову част.

## Детињство, младост и образовање
Тенсли је рођен у Лондону у породици бизнисмена Џорџа Тенслија  и његове супруге Амелије. Страст Џорџа Тенслија била је образовање те је почео да похађа часове на мушком колеџу када је имао 19 година. Џорџ Тенсли је касније постао волонтерски учитељ, повлачећи се из посла 1884. године када се посветио предавању на колеџу. Оженио се Амелијом Лоренс 1863. године и имао двоје деце - старију ћерку, Мод, ‍:2 а затим сина Артура, седам година касније, 1871. године.
Тенслијево интересовање за науку запазио је један професор волонтер колега његовог оца. Након похађања припремне школе у доби од 12 до 15 година, уписао се у средњу школу. Незадовољан наставом науке, коју је сматрао "комично неадекватном", прешао је 1889. на Лондонски универзитетски колеџ и студирао на Биолошком факултету,  где су на њега снажно утицали Реј Ланкестер и Ф.В. Оливер. 1890. Тенсли је похађао Тринити Колеџ у Кембриџу. Након завршетка првог дела колеџа 1893. године, вратио се на Универзитетски колеџ у Лондону као помоћник Оливера, на положај који је задржао до 1907. године. 1894. вратио се у Кембриџ и завршио други део Трипоса, и стекао диплому са одликовањима прве класе. ‍:44

## Професионална каријера
Тенсли је предавао и водио истраживање на Универзитетском колеџу у Лондону од 1893. до 1907. ‍:12–13 1907. прешао је на место предавача на Универзитету у Кембриџу. За време Првог светског рата, са врло мало предавања на универзитету, Тенсли је преузео функцију чиновника  у Министарству за муницију. 1923. дао је оставку на положај у Кембриџу и провео годину дана у Бечу студирајући психологију код Сигмунда Фројда. По повратку у Британију 1924. године, Тенсли је постављен за вршиоца дужности председавајућег Одбора за вегетацију Британског Царства. ‍:32 Након четири године одласка са формалне академске позиције из ботанике, Тенсли је именован за Шерардског професора ботанике на Универзитету у Оксфорду 1927. године, где је остао до пензије 1937. године.

## Главни прилози
Тенслијеве ране публикације фокусирале су се на палеоботанику, нарочито на развој папрати. Тенсли је основао ботанички часопис Нови фитолог 1902. године како би послужио за "лаку комуникацију и расправу између британских ботаничара о свим стварима ... укључујући методе подучавања и истраживања". Име је добио по Фитологу, ботаничком часопису који је објављиван између 1842. и 1863. године.  Тенслијев је циљ био да, оснивајући овај часопис, обезбеди место за објављивање "белешки и предлога"; постојећи ботанички часописи само су објављивали записе о завршеним истраживањима. Остао је уредник часописа до 1931. године.
Тенслијев увод у екологију стигао је 1898. године када је прочитао Вормингов Plantesamfund (у немачком преводу Lehrbuch der ökologischen Pflanzengeographie). Читање књиге изазвало га је да "изађе на терен да види колика је подударност биљних заједница које је Ворминг описао за Данску, са селом у Енглеској". Године 1903. сазнао је за посао браће Смит на мапирању вегетације Шкотске и Јоркшира. Рад је покренуо Роберт Смит, а наставио га је његов брат, Вилијам Гарднер Смит (у сарадњи са Чарлсом Едвардом Мосом), након Робертове смрти. Године 1904. Тенсли је предложио формирање централног тела за систематско истраживање и мапирање Британских острва. То је довело до успостављања Централног комитета за истраживање и испитивање британске вегетације од стране Тенслија, Моса, В. Смита и Т.В. Вудхада уз подршку Марсела Хардија, Ф.Ј. Луиса, Лојда Прегера и В.М. Ранкина. Ових осам основали су оригинални одбор, са Тенслијем као вођом. Ф.В. Оливер се касније придружио групи као девети члан. Назив групе је касније скраћен у Британски комитет за вегетацију. Циљ групе је био координација текућих студија и стандардизација методологије која се користи. Одбор се састао још два пута 1905. и произвео памфлет од шест страница, Предлози за почетак истраживања рада на вегетацији.
1911. године Тенсли је у сарадњи са Британским комитетом за вегетацију организовао прву међународну фитогеографску екскурзију (ИПЕ). Инспирисао га је обилазак Швајцарске који је 1908. организовао швајцарски ботаничар Карл Шротер, који га је упознао не само са врстама вегетације, већ и с ботаничарима из других земаља. Везе између Тенслија и америчких еколога Хенрија Чендлера Коулса и Фредерика Клементса помогле су у изградњи филозофске и методолошке везе између британске и америчке биљне екологије. Међу осталим укљученима су били Шротер, шведски ботаничар Карл Линдман, и немачки ботаничари Оскар Друде и Пол Гребнер. Тенслијева књига Врсте британске вегетације припремљена је с циљем да служи као водич за вегетацију за полазнике првог ИПЕ-а. Домаћин другог ИПЕ 1913. године био је Коулс. То је Тенслија довело у Америку.

1913. године, Британски комитет за вегетацију организовао је Британско еколошко друштво (БЕС), прво професионално друштво еколога. Тенсли је обављао функцију првог председника, а био је и први уредник Часописа за екологију, дужност коју је обављао 21 годину. Године 1915. изабран је за члана Краљевског друштва, а 1923. за председника Ботаничког одсека Британског удружења за унапређење науке. На царском ботаничком конгресу 1924. године постављен је за председника Одбора за вегетацију Британског царства. Председник БЕС-а био је други пут 1938. године. Вилијам С. Купер сматрао је да су Тeнслијеве најутицајније публикације синтетизовале појединачне студије у целину. 1935. Тeнсли је објавио "Употребу и злоупотребу вегетацијских термина и концепата" у који је увео концепт екосистем. Израз екосистем је заправо сковао Артур Роj Kлапам, који је смислио реч на Тeнслијев захтев. У 1930-им је еколошким размишљањем доминирао рад Клементса, који је размишљао о еколошким заједницама као организмима. Тенсли је осмислио концепт како би скренуо пажњу на важност преноса материјала између организама и њихове средине, сматрајући екосистеме основним јединицама природе. 
| „ | Иако организми могу захтевати наш главни интерес, када покушавамо да размишљамо фундаментално, не можемо их одвојити од њихових посебних окружења, са којима они формирају један физички систем. | ” |

Тенслијево интересовање за наставу довело је до израде Елемената екологије биљака 1922. године, након чега су следили Практична екологија биљака 1923. и Циљеви и методе проучавања вегетације 1926. године, заједно са Томасом Фордом Чипом. Последња књига, уређена за Одбор за вегетацију Британског Царства, била је изузетно утицајна не само у дефинисању еколошких метода, већ и у истицању потребе за потпуним пописом "вегетацијских богатстава" царства. Помоћу ових информација било би могуће ефикасно управљање огромним природним ресурсима царства. Тенслијево најопсежније дело, Британска острва и њихова вегетација, објављено је 1939. Као признање за овај рад, награђен је Линеовом медаљом 1941.
Током Другог светског рата Тенсли се посветио очувању станишта и то се наставило током послератне обнове. Председавао је комисијом БЕС-а која је формулисала политику о природним резерватима и довела до формирања британске Заштите природе којом је такође председавао. Тенслијев рад на очувању природе било је основа која је цитирана за његово витешко именовање 1950.
Тенслија је са психологијом упознао бивши студент Бернард Харт, који је радио као лекар у менталним болницама у близини Лондона. Док је радио за Министарство за муницију током Првог светског рата, имао је сан који је описан као "један од главних прекретница у његовом животу" - из тог сна произашао је Тенслијев интерес за Фројда и психоанализу. 1920. године објавио је Нову психологију и њену повезаност са животом, једну од првих књига која је покушала да представи идеје Фројда и Карла Јунга широј публици. Књига је била бестселер, продата је у 10 000 примерака у Великој Британији и 4 000 у Сједињеним Државама. 1922. године Тенсли је провео три месеца са Фројдом, а следеће године се преселио са породицом у Беч на годину дана. Иако се касније вратио ботаничким потрагама, Тенсли је остао у контакту са Фројдом и написао му је некролог. Истраживање Педера Анкера сугерише блиску теоријску везу између Тенслијеве екологије и његове психологије.

## Лични живот
Тенсли се 1903. оженио са Едит Шик, бившом ученицом са којом је заједно написао два рада. Имали су три ћерке - Катарину, Маргарет и Хелен. Леди Едит Тенсли умрла је 1970. године у доби од 100 година.
Тенсли је био атеиста.